# Vermin Supreme
Vermin Supreme, né le 3 juin 1961 à Rockport au Massachusetts aux États-Unis, est un performance artist et militant politique américain. Il est célèbre pour s’être porté candidat à diverses élections locales et nationales et est remarqué par son accoutrement : barbu, il porte une grosse botte noire en guise de chapeau et se promène en tenant dans sa main une brosse à dents géante.

## Campagnes électorales

### 1988
Vermin Supreme s’est présenté pour devenir maire de Baltimore en tant qu’indépendant. Il a perdu face à Kurt L. Schmoke. Il s’est également présenté à la mairie de Détroit en tant qu’indépendant, élection dans laquelle il a perdu face à Coleman Young. Enfin, il était en lice pour la mairie de Mercury dans le Nevada mais a aussi échoué.

### 2000
En 2000, Vermin Supreme s’est proclamé « Empereur du Nouveau Millénaire ». Il continue à se présenter et c’est un point central dans ses campagnes présidentielles.

### 2004
Supreme a fait campagne dans la primaire du Parti démocrate en 2004. Il a reçu 150 votes lors des primaires présidentielles de Washington, D.C..

### 2008
Vermin Supreme a fait campagne dans les primaires du Parti Républicain dans le New Hampshire en 2008. Il a reçu 41 voix (0,02 %) lors de ces primaires. Selon la Commission électorale fédérale, il a également obtenu 43 voix au niveau national lors de l’élection générale. En 2011, il participe au mouvement Occupy Boston.

### 2012
Vermin Supreme a fait campagne pour l’élection présidentielle de 2012. Les événements suivants sont des jalons importants dans sa campagne : 
- 29 octobre 2011 : il a participé à un débat satirique contre un représentant de l’occultiste britannique défunt, Aleister Crowley.
- 19 décembre 2011 : il a participé au Forum des candidats démocrates les moins connus pour les présidentielles et a jeté des paillettes sur un autre candidat démocrate, Randall Terry, en affirmant que Jésus lui avait demandé de le faire devenir gay[1].
- 21 janvier 2012 : après être devenu de plus en plus populaire sur Internet et plus particulièrement auprès de la communauté des bronies, il s’adresse à ses fans dans une vidéo via YouTube où il se prétend être un mème. Dans cette même vidéo, il se proclame également être la « reine des bronies ».

En 2012, il participe aux primaires du Parti démocrate pour l'élection présidentielle de la même année. S'il est élu Président des États-Unis d'Amérique, il affirme qu'il fera passer une loi obligeant la population à se brosser les dents, et promet également qu'il offrira un poney à tous les Américains.

### 2016
Vermin Supreme annonce sa candidature à l'élection présidentielle de 2016. En plus de ses propositions habituelles, il promet, tout comme Jeb Bush avant lui, de créer une machine à voyager dans le temps pour « aller tuer bébé Hitler à mains nues ».